# 원화 (당)
원화(元和, 806년 1월 ~ 821년 1월)는 당나라(唐) 헌종(憲宗) 이순(李純)의 연호이다. 15년 동안 사용하였다. 헌종이 암살당한 후에 목종(穆宗)이 즉위하였으며, 목종이 장경(長慶)으로 개원할 때까지 사용하였다.
일설에는 목종이 장경으로 개원하기 전에 영신(永新)으로 개원하려 했다가 취소하였다는 기록이 있다고 한다.

## 개원
- 영정(永貞) 2년 1월 2일[1](806년 1월 25일)에 연호를 원화(元和)로 개원함.[2][3][4][5]

- 원화(元和) 16년 1월 4일[6](821년 2월 9일)에 연호를 장경(長慶)으로 개원함.[7][8][9][5]

## 연대 대조표
| 원화       | 원년       | 2년        | 3년        | 4년        | 5년        | 6년        | 7년        | 8년        | 9년        | 10년       |
| 서기(西紀) | 806년      | 807년      | 808년      | 809년      | 810년      | 811년      | 812년      | 813년      | 814년      | 815년      |
| 간지(干支) | 병술(丙戌) | 정해(丁亥) | 무자(戊子) | 기축(己丑) | 경인(庚寅) | 신묘(辛卯) | 임진(壬辰) | 계사(癸巳) | 갑오(甲午) | 을미(乙未) |
| 원화       | 11년       | 12년       | 13년       | 14년       | 15년       | 16년       |            |            |            |            |
| 서기(西紀) | 816년      | 817년      | 818년      | 819년      | 820년      | 821년      |            |            |            |            |
| 간지(干支) | 병신(丙申) | 정유(丁酉) | 무술(戊戌) | 기해(己亥) | 경자(庚子) | 신축(辛丑) |            |            |            |            |

## 동시대 연호

### 한국
발해(渤海)
- 정력(正曆) (794년 ~ 809년)
- 영덕(永德) (810년 ~ 812년)
- 주작(朱雀) (813년 ~ 817년)
- 태시(太始) (818년)
- 건흥(建興) (819년 ~ 830년)

### 중국
남조(南詔)
- 상원(上元) (784년 ~ 808년)
- 응도(應道) (809년)
- 용흥(龍興) (810년 ~ 816년)
- 전의(全義) (816년 ~ 819년)
- 대풍(大豊) (820년 ~ 823년)

토번(吐蕃)
- 이태(彝泰) (815년 ~ 838년)

### 일본
- 엔랴쿠(延曆) (782년 ~ 806년)
- 다이도(大同) (806년 ~ 810년)
- 고닌(弘仁) (810년 ~ 824년)

## 같이 보기
- 다른 왕조의 같은 연호
  - 후한(後漢) 원화(元和, 84년 ~ 87년)
  - 후 레 왕조(後黎朝) 응우옌호아(元和, 1533년 ~ 1548년)
  - 일본(日本) 겐나(元和, 1615년 ~ 1624년)

- 중국의 연호 목록